# Thierry Wolton
Pour les articles homonymes, voir Wolton.
Thierry Wolton est un journaliste et essayiste français né le 14 février 1951. Il est l'auteur d'une vingtaine d'ouvrages consacrés aux relations internationales, à l'histoire des pays communistes et à la politique française. Il est traduit dans une dizaine de langues.

## Biographie
Journaliste de formation (Libération, Radio France internationale, Le Point), Thierry Wolton a la possibilité encore jeune de voyager derrière le rideau de fer et de rencontrer des dissidents comme Václav Havel, Adam Michnik ou Andreï Sakharov. Il rédige par la suite de nombreux livres consacrés aux relations internationales, à l'histoire des pays communistes et à la politique française.
Il a enseigné de 2007 à 2015 l'histoire du communisme et de la guerre froide à l'École supérieure de commerce de Paris-Europe[réf. nécessaire].
Sa trilogie Une histoire mondiale du communisme, parue en 2015-2017, veut donner un récit des conséquences qu'a eues l'application de cette idéologie au XXe siècle et sur ce qu’il en reste de nos jours dans le monde. L'ouvrage est décrit par Le Point reprenant l'Agence France-Presse comme « une somme monumentale sur l'histoire globale de cette idéologie ». Pour cette œuvre, Thierry Wolton a reçu le prix Jan-Michalski de littérature en novembre 2017. Thierry Wolton a également remporté le prix Aujourd'hui 2018 pour le troisième volet de la trilogie, « Les Complices ».
Il a également été, de 1991 à 2005, responsable de la rubrique gastronomique du magazine Elle sous le pseudonyme de Léo Fourneau.
En février 2024, la révélation du passé d'agent du KGB de l'ancien directeur de L'Express, Philippe Grumbach, dévoile que jusque là, la seule tentative connue d'en savoir plus sur ses années d'espion avait été celle de Thierry Wolton en 2000. Grumbach avait d'abord semblé admettre indirectement son passé, mais avait ensuite reculé, menaçant de poursuivre Wolton en justice s'il poursuivait l'écriture du livre de révélations qu'il envisageait.

## Publications

### Le KGB en France et l'affaire Farewell
La révélation par Wolton de l’existence de l’espion Farewell (nom de code) dans Le KGB en France a assuré le succès à cet ouvrage décrivant les méthodes subversives utilisées par les services secrets soviétiques contre la France durant la guerre froide. Ce sont les documents secrets livrés au contre-espionnage français (DST) par cette taupe, de son vrai nom Vladimir Vetrov, lieutenant-colonel, membre de la direction T du KGB chargé de l’espionnage scientifique et technologique, qui ont permis l’expulsion de dizaines d’espions soviétiques dans le monde, dont quarante-sept « diplomates » de l’ambassade d’URSS à Paris, le 5 avril 1983.

### Controverse autour de son ouvrageLe Grand Recrutement
Dans Le Grand Recrutement, un essai historique publié en 1993, Wolton fait état de recherches qu'il a menées dans les archives de l’ex-URSS sur différentes personnalités françaises ayant été en relation avec Henri Robinson. On savait déjà que Robinson, alias Harry, avait été un agent des services soviétiques et qu'il avait des contacts avec l'entourage du ministre de l’air Pierre Cot, pendant le Front populaire.
Dans son livre, Wolton met explicitement en cause Jean Moulin. À cette époque, Moulin, directeur de cabinet du ministre fréquentait un milieu politique infiltré d’agents soviétiques en rapport avec Robinson. Dans la résistance, Moulin, devenu le représentant du général de Gaulle en France, utilise Robinson pour essayer d’entrer en contact avec la résistance communiste, comme Londres le lui a demandé. Jusqu’à la fin de 1942, date d’arrestation de Robinson par les Allemands, Moulin lui a communiqué des informations sur la résistance gaulliste susceptibles d’intéresser Moscou, alors allié de la France combattante. En 1950, le résistant Henri Frenay avait soupçonné Moulin d'avoir été un « crypto-communiste » dans une lettre au colonel Passy, thèse qu'il développera plus tard. Le terme ne serait pas le bon qualificatif puisque le livre de Wolton donne à penser que Moulin aurait œuvré non pas avec les communistes français mais avec le service de renseignement soviétique, par l'entremise de Robinson.
Wolton étaye notamment sa thèse par différents récits de Leopold Trepper, dont un interrogatoire datant de 1946, et retrouvé aux archives du contre-espionnage soviétique, qu’il publie intégralement dans son livre. Concluant sur la relecture qu'il y aurait à faire du comportement de Moulin à la tête du Conseil national de la Résistance, Wolton écrit : « Ces questions dépassent le cadre de ce livre. Jean Moulin reste en tous cas un des mythes fondateurs de l'identité française contemporaine. »
Wolton a l'occasion de présenter sa thèse sur le réseau Robinson et le rôle de Moulin à la télévision au cours de l'émission La Marche du siècle.
Wolton reçoit le soutien d'historiens comme Annie Kriegel et François Furet mais sera dénoncé par d'autres universitaires.
Pierre Vidal-Naquet dans Le Trait empoisonné, publié six mois après la sortie de son livre accuse Wolton de « falsification », et situe l'ouvrage dans ce qu'il appelle le « révisionnisme mou », affirmant que « derrière les affirmations de Thierry Wolton, il y a l’intention de réhabiliter Vichy ». Établissant un parallèle avec la Grèce ancienne, dont il est un spécialiste, Vidal-Naquet essaye de montrer que le discours mythologique dans lequel s'est inscrite la légende de Moulin, héros et martyr de la Résistance, permet aussi à un Wolton de décupler l'impact de son discours par le biais du sacrilège qui consiste à « désigner le héros panthéonisé de la France libre comme agent d'une puissance étrangère ». En 1997 encore, Vidal-Naquet dit « Wolton est un falsificateur du genre de Faurisson. »
Dans Douze leçons sur l'histoire, Antoine Prost cite Wolton comme l'exemple même d'un non-historien dont les méthodes ne sont pas rigoureuses, et parle d'un « ouvrage prétendument historique ».
François Bédarida, historien fondateur de l'Institut d'histoire du temps présent, a également sévèrement critiqué le manque de rigueur et les contre-vérités de l'ouvrage. D'autres historiens de la Seconde Guerre mondiale ont également dénoncé les « fausses preuves avancées par Thierry Wolton ».
Le résistant et historien Daniel Cordier dénonce une « calomnie », expliquant « les manipulations de Thierry Wolton » par sa volonté politique de critiquer la Résistance.
Revenant sur l'histoire de Moulin, et du groupe qui entourait Cot en 1936, dans Vies et morts de Jean Moulin publié en 1998, Pierre Péan reconnaît que Wolton a apporté des éléments nouveaux prouvant que Maurice Panier a vraiment fait partie des réseaux soviétiques. Par contre, il cite le passage de l'interrogatoire de Trepper en 1946, où le nom de Moulin est évoqué, et montre qu'il est impossible de déduire de ce passage que Moulin était un agent soviétique. Moulin est au contraire catalogué comme « agent américain ». Pour Péan, Moulin est un pragmatique qui a rompu ses liens avec Cot dès 1941, qui sait que Panier est au moins un agent du Komintern, sinon des services soviétiques, mais n'hésite pas, le cas échéant, à utiliser des agents soviétiques pour la cause qu'il sert, celle de De Gaulle.
Jacques Baynac, dans Présumé Jean Moulin  (Grasset, 2006), a établi qu'avant la guerre et au moins jusqu'en juillet 1941, Moulin était au cœur d'un réseau de relations qui comptait des membres de la IIIe Internationale, dont Louis Dolivet. Il s'est servi de ce réseau pour entrer en contact avec les mouvements de résistance français, avant de se rendre à Londres à l'automne de 1941. D'autre part, les documents Venona déclassifiés par les services secrets américains à la fin des années 1990 ont confirmé que Cot était, aux États-Unis où il s'était réfugié, en rapport direct avec les services soviétiques, allant jusqu'à leur offrir de travailler pour eux, comme l'a montré Wolton en publiant une partie de ces documents dans L'Histoire interdite (Lattès, 1998).
Selon Wolton, certaines de ses idées ont fini par être traitées de banalités par ceux qui les avaient d'abord combattues. Ainsi, Jacques Julliard, qui, dans son livre L'Année des dupes (1996), avait dit ne pas croire que Cot ait pu être un agent soviétique, déclare, le 19 janvier 1997, dans une émission d'Europe 1 : « Tout le monde savait que Pierre Cot était un agent d'influence soviétique. »

### Sur la Russie
Dans Le KGB au pouvoir, le système Poutine publié en 2008, il montre comment le KGB et l’État russe seraient impliqués dans les attentats qui ont secoué la Russie ces dernières années[Quand ?]. Il établit que les attentats attribués à des terroristes tchétchènes seraient en fait commandités par Moscou afin de créer un climat de peur favorable aux intérêts du Kremlin[réf. nécessaire].
Dans Le Retour des temps barbares, il décrypte les raisons ayant poussé au conflit russo-ukrainien.

### Une histoire mondiale du communisme
Dans cet essai d’investigation historique, Thierry Wolton retrace un siècle d'idéologie communiste de trois manières complémentaires : vu du côté des partis-États qui ont exercé le pouvoir (tome I : Les bourreaux), à travers le vécu des populations dans les 26 pays communistes qu'a connu le XXe siècle (tome II : Les victimes), et vu enfin depuis l'étranger, au sein des partis communistes du monde entier, du côté des intellectuels occidentaux, parmi les dirigeants des démocraties et chez les hommes d’affaires capitalistes (tome III : Les complices). La révolution communiste est un mythe selon l’auteur, tous les régimes qui se sont réclamés de cette idéologie auraient été imposés par une poignée d’agitateurs professionnels ou par la force armée ou encore à la faveur d’une lutte de libération nationale. Le pouvoir une fois conquis, la minorité communiste se serait livrée, dans chaque pays, à une guerre civile permanente contre le peuple, pour imposer son idéologie et y faire régner son ordre, cause de dégâts humains considérables. La lutte des classes proclamée par Marx moteur de l'histoire, mise en pratique par Lénine et ses partisans, aurait justifié les politiques de terreur. L’auteur parle à ce sujet de « classicide », un néologisme qui selon lui expliquerait la spécificité et la diversité des victimes du communisme. L'échec idéologique des partis-États les aurait contraints à user de la fibre nationale pour tenter de mobiliser les peuples, en mettant partout en place des régimes nationaux-communistes en contradiction avec les principes internationalistes proclamés.
Thierry Wolton affirme que sans le soutien des PC du monde entier, sans l’aveuglement d’une grande partie des intellectuels, sans le désintérêt de la plupart des démocraties, sans la cupidité capitaliste, les régimes communistes, en crise économique permanente, n’auraient jamais duré si longtemps. La force d’attraction de l’idéologie, porteuse de promesses égalitaires, la bienveillance avec laquelle les régimes s’en réclamant ont été accueillis et soutenus dans le monde, à l’exception des populations victimes, expliquent selon l’auteur les difficultés à établir un vrai bilan du communisme et à mesurer l’impact qu’il a laissé, par sa force et sa fulgurance, sur le monde d’aujourd’hui.
Le jury international du prix Jan-Michalski de littérature qui lui a été attribué en 2017 en Suisse a salué dans ces livres « le point de vue original de l'essayiste mettant au centre du récit l'individu broyé par l'histoire au nom de l'idéologie ».
En 2021, le prix Espoir du Mémorial de Timisoara lui est décerné pour cette œuvre qui rend hommage aux victimes des émeutes populaires dans cette ville, à la mi-décembre 1989 (73 morts, 296 blessés), qui ont préludé au renversement du régime communiste de Ceausescu, une dizaine de jours plus tard.

### Le Négationnisme de gauche
Dans Le Négationnisme de gauche, il affirme que l'extrême gauche actuelle chercherait à minimiser, relativiser voire nier la nature totalitaire et criminelle des régimes communistes, selon lui de la même manière que les négationnistes niant les crimes nazis dont la Shoah, ainsi que ceux qui refusent de reconnaître les autres génocides que sont ceux des Arméniens et des Tutsis. Il prétend expliquer d'où viendrait ce négationnisme marxiste et quelles conséquences il aurait sur les enjeux de notre époque actuelle, tels que le terrorisme islamique, le retour de l'antisémitisme ou encore la montée des mouvements populistes et nationalistes. Selon Thierry Wolton, la dénonciation de ce négationnisme de gauche est essentielle, au même titre que celle des autres négationnismes, pour que de tels événements ne puissent pas se reproduire.

### Ouvrages publiés sous le pseudonyme Léo Fourneau
- Les Meilleures tables de Paris à moins de 200 F, JC Lattès 1998, 1999 ; puis Éditions Filipacchi 2000, 2001.
- Les Meilleures tables de Paris à moins de 30 €, Filipacchi 2002, 2003.
- Bon appétit, Messieurs, Éditions Grasset, 2006  (ISBN 978-2246698517).